# كأس بلغاريا 1994–95
كأس بلغاريا 1994–95 (بالبلغارية: Купа на България по футбол 1994/95)‏ هو موسم من كأس بلغاريا. أشرف على تنظيمه اتحاد بلغاريا لكرة القدم، وفاز فيه نادي لوكوموتيف صوفيا.